# 夢想大創造
《夢想大創造》（中国大陆又译作）是由Media Molecule開發並由索尼互動娛樂在PlayStation 4上發行的遊戲創建平台，於2020年2月14日正式發售。玩家可以通過使用作中的遊戲、機制和資源等元素創建出用戶生成內容，再與他人共享自己的作品或共同創作。

## 遊戲玩法
在《夢想大創造》中，玩家在遊戲宇宙內被稱作「夢想家」（Dreamers），而控制的角色則名叫「小惡魔」，其可用作與遊戲世界或界面互動（如光標）以及創建新的物品和角色，並用抓住和拉動的方式操縱其他物件。玩家可以以移動或倒轉DualShock 4或PlayStation Move的方式來移動「小惡魔」。另外，「小惡魔」是可以自定義的，且可以擁有夢中的可控角色。
易操控性是Media Molecule製作《夢想大創造》時的優先考慮，他們的目標是要該遊戲更易上手，從而儘可能使各個有著不同需求的玩家都可以遊玩這部作品。打個比方，開發商採用類比搖杆控制的方式讓玩家操縱「小惡魔」。《夢想大創造》有四種模式，分別是「暢遊夢想」、「創造夢想」、「家空間編輯器」和「社區營造活動」。除此之外還有一個玩家可以創建自己的遊戲供他人遊玩或到他人的作品中遊玩，叫作「亞特的夢境」（Art's Dream）的競技模式。

### 暢遊夢想
「暢遊夢想」（Dream Surfing）可以視作為傳統的「遊戲」部份，玩家可以在其中瀏覽想看的遊戲、資源、機制和藝術作品或聽音樂。玩家可以為其他玩家的作品點讚或留下回應，同時還有一個向玩家隨機展示遊戲，以在自定義遊戲中進行遊戲的選項「自動瀏覽」（Autosurf）。「暢遊夢想」中的所有內容和遊戲都是由其他玩家製作的。除此之外，這模式亦包含「亞特的夢境」。

### 創造夢想
「創造夢想」（Dream Shaping）是《夢想大創造》的「創造」部分，玩家能在此模式中創造自製的遊戲（「夢想」）和其他東西。「創造夢想」有許多內建的工具，例如雕塑、繪畫、音樂和小工具，其中小工具可以被配置，並能用接頭連接到諸如雕塑和其他小工具等物件，而這些都些《夢想大創造》的遊戲機制和思維所在。玩家可以在線上發布其遊戲，以供其他人玩耍或體驗，同時也可以將自製遊戲標記為共享，從而允許其他玩家在其使用、重新構建或調整作品。《夢想大創造》亦具有合作遊戲模式，玩家可以在此共同創建和操縱自己的「夢想」。
《夢想大創造》的關卡由一個或多個「場景」構成，而這些場景又各自被不同的通路連接。玩家可以使用任一自定義物件在遊戲中內創建關卡，或在「夢想宇宙」內找尋其他玩家創建的資源。

### 家空間編輯器
家空間是《夢想大創造》的樞紐地帶，或可以稱作是玩家的遊樂場地。在「創造夢想」中，玩家可以通過添加預設物件來裝潢和個性化家空間。

### 社區營造活動
「社區營造活動」是一個主題競賽，玩家要根據特定的主題創建內容，其他人則在各個作品之中選擇其中一個作自己的心水。冠軍和亞軍會獲得徽章，並可放在其創作頁面上。主題每隔幾週更改一次，例如「春天」和「海盜」。

## 劇情
《夢想大創造》的故事模式名叫「亞特的夢想」，大約需要2到3個小時才能完成。故事的主角為一個幻想其過去、現在和未來的前爵士音樂家亞特（Art），他意識到自己和其他樂隊成員需要做些什麼來彌補。在旅途中，亞特經歷了一連串夢一般的事，其中包括遇到熱心助人的小機器人D-Bug，以及揮舞著錘子的泰迪熊法蘭西絲（Frances）。

## 開發
《夢想大創造》的開發商為Media Molecule，該工作室的作品有《小小大星球》和《撕紙小郵差 拆封》等作。和前者一樣，《夢想大創造》的核心都是「遊玩、創建、分享」，Media Molecule的目標是要在不分拆它們的前提下將這三方面合併。亞歷克斯·伊凡斯和大衛·史密斯（David Smith）是遊戲的兩位技術總監；馬克·希利和卡里姆·埃托尼（Kareem Ettouney）則一如工作室的既往擔任創意與藝術總監。《夢想大創造》的運作嚴重依賴於玩家群本身，伊凡斯對此表示定義該作的將是玩家們，而非開發商。為了幫助新玩家，遊戲有一個故事模式以助他們適應機制。談到故事模式時，Media Molecule的工作室總監西沃恩·雷迪補充道該模式是為了讓玩家群誕生而設的，而創造便是遊戲的主要目標。
根據伊凡斯的說法，Media Molecule的其中一個目標是要重塑創造力。也因如此，他們把《夢想大創造》重新想像成像素描一樣簡單的東西，這導致遊戲採用基於動作的PlayStation Move控制器，且具有印象派的藝術風格。開發團隊以夢想作為《夢想大創造》的設定，是因為他們相信夢想可以使玩家擁有自己的風格，並激發玩家創造出「有藝術性」和「令人難以置信」的東西。
在2012年Gamescom上，Media Molecule公佈他們正在構思兩個不同的作品，其中一個是《撕紙小郵差》，而另一個則是《夢想大創造》，其遊戲演示影片在2013年的PlayStation Meeting上被在場的伊凡斯公開，同時也公佈了作中的三位樂團成員。遊戲的預告片在隔年7月公開，隨後則在E3 2015的索尼互動娛樂新聞發佈會上正式披露。《夢想大創造》的Beta版原定在2016年發行，但後來逐年延後，最終在2019年4月16日，索尼互動娛樂釋出該作的搶先體驗版，並在隔年2月14日正式發行，而諸如在線多人遊戲和PlayStation VR支援等主要更新則預期在發行後公佈。

## 反應
《夢想大創造》在發行後獲得評論家的廣泛讚譽。在Metacritic上，其根據79條評論獲得89/100分，屬「大致正面評價」級別。
IGN的西蒙·卡迪（Simon Cardy）給予《夢想大創造》9/10分，讚揚其是一個雄心勃勃的作品，鼓勵玩家隨時隨地發揮創造力，並在此無限制地創作，但他也指出使用運動控制器時難以控制「小惡魔」。GameSpot的理查·維克林（Richard Wakeling）為《夢想大創造》打出9/10分，稱讚用創建工具做出來的事物有著令人嘖嘖稱奇的多樣性，且可以很簡單的找出其他玩家的作品和有著內容豐富的教程，但他與卡迪一樣都表示難以控制角色，需要一段時間才能適應。而Destructoid的喬丹·德沃雷（Jordan Devore）則為給出9.5/10，認為它是卓越的代名詞，雖然有些許缺陷但可忽略不計，他特別指出《夢想大創造》的教程充滿個性，不同於其他通常很無聊且限制性強的遊戲教程。

### 獲得獎項與提名
| 年份 | 獎項         | 類別                   | 結果 | 來源          |
| ---- | ------------ | ---------------------- | ---- | ------------- |
| 2018 | 游戏评论家奖 | 最佳原創遊戲           | 獲獎 | [ 42 ]        |
| 2018 | 游戏评论家奖 | 最佳主機遊戲           | 提名 | [ 42 ]        |
| 2018 | 游戏评论家奖 | 最佳家庭/社交遊戲      | 提名 | [ 42 ]        |
| 2018 | 金摇杆奖     | 最受期待遊戲           | 提名 | [ 43 ]        |
| 2019 | Gamescom     | 最佳家庭遊戲           | 提名 | [ 44 ] [ 45 ] |
| 2019 | Gamescom     | 最原創遊戲             | 獲獎 | [ 44 ] [ 45 ] |
| 2019 | Gamescom     | 最佳PlayStation 4遊戲  | 獲獎 | [ 44 ] [ 45 ] |
| 2019 | Gamescom     | 2019年Gamescom最佳遊戲 | 獲獎 | [ 44 ] [ 45 ] |
| 2019 | 金摇杆奖     | 年度PlayStation遊戲    | 提名 | [ 46 ]        |
| 2020 | NAVGTR獎     | 遊戲引擎               | 獲獎 | [ 47 ] [ 48 ] |
| 2020 | NAVGTR獎     | 特別類型遊戲           | 獲獎 | [ 47 ] [ 48 ] |

## 外部連結
- 官方网站